# Корковаду (гора)
Коркова́ду или Коркова́до (порт. Corcovado — «горбун») — гора в черте бразильского города Рио-де-Жанейро.
Сложенная из гранита гора расположена на территории национального парка Тижука. Вершина горы находится к западу от центра города Рио-де-Жанейро. Она прекрасно видна издалека из многих районов города. Известна прежде всего 38-метровой статуей Христа-Искупителя, расположенной на вершине горы.

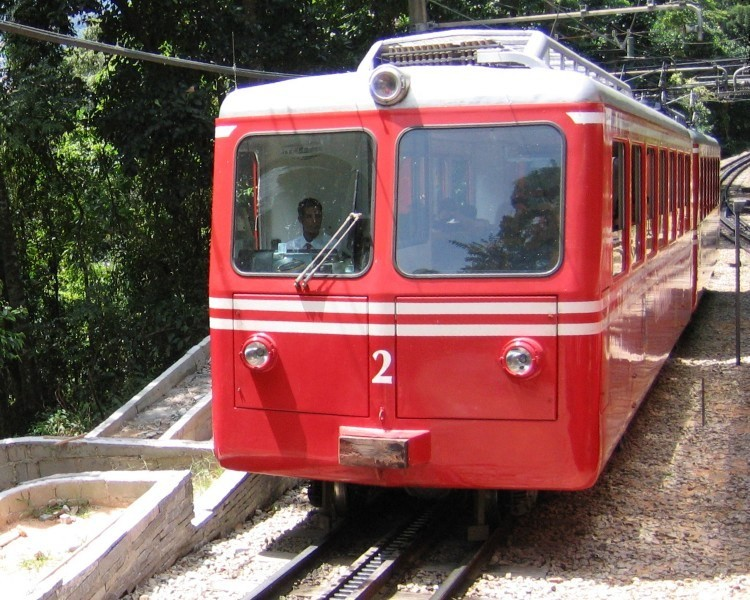
Поезд, поднимающий туристов на вершину Корковаду

На вершину горы ведёт железная дорога  протяжённостью 3,8 км, шириной колеи 1000 мм, которая была построена швейцарскими специалистами из Винтертура в 1884 году. Железная дорога имеет зубчатое зацепление, так как подъём очень крутой. По железной дороге ходят три поезда с пропускной способностью 540 пассажиров в час. Поездка в одну сторону занимает примерно 20 минут. Поезд, состоящий из двух вагонов, отправляется с конечной станции каждые 20 минут.
С верхней станции железной дороги к подножью статуи Христа ведут 223 ступеньки. Возможен подъём на лифтах и эскалаторе.
Статую на вершине Корковаду, относимую к одному из семи современных чудес света, ежегодно посещает более 600 тысяч туристов. С вершины горы открывается прекрасная панорама различных районов Рио-де-Жанейро: гора Сахарная голова, озеро Родригу-ди-Фрейташ, пляжи Копакабана, Ипанема и Леблон, стадион Маракана.
По южному склону Корковаду проложены различные скальные маршруты, пройденные скалолазами.

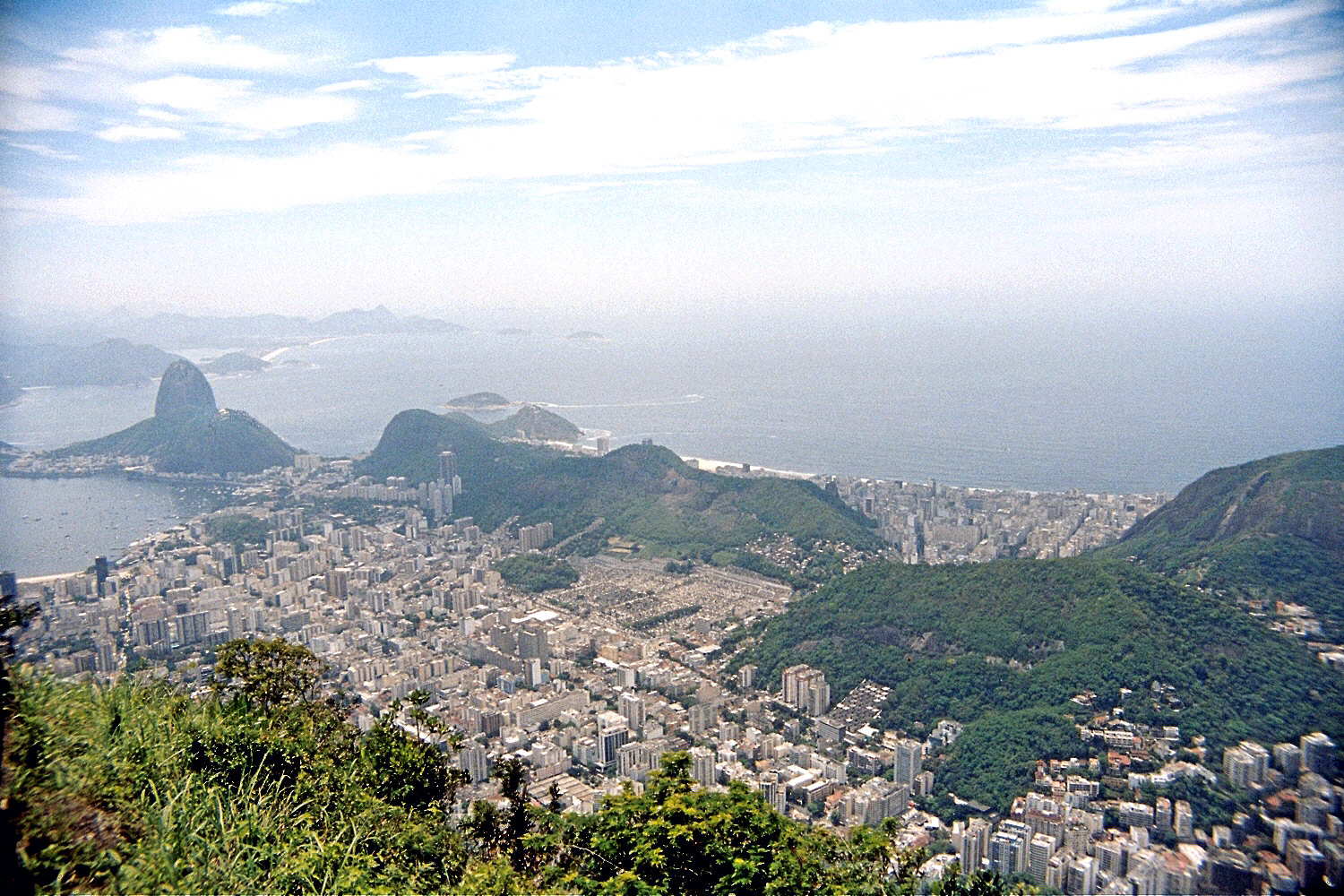
Вид на Рио-де-Жанейро с вершины Корковаду: слева гора Сахарная голова и район Ботафогу, в центре — пляж Копакабана